# Borzivșciîna, Ohtîrka
Borzivșciîna (în ucraineană Борзівщина) este un sat în comuna Cerneciciîna din raionul Ohtîrka, regiunea Sumî, Ucraina.

## Demografie
Componența lingvistică a localității Borzivșciîna
     Ucraineană (90,48%)
     Rusă (9,52%)
Conform recensământului din 2001, majoritatea populației localității Borzivșciîna era vorbitoare de ucraineană (90,48%), existând în minoritate și vorbitori de rusă (9,52%).